# Pepi Sonuga
Pepi Sonuga (Lagos, Nigeria, 8 de septiembre de 1993) es una actriz y modelo nigeriana-estadounidense.

## Biografía
Perteneciente a una familia de ascendencia africana e irlandesa, se trasladó a Los Ángeles con tan solo 10 años para hacerse un hueco en el mundo de la interpretación. A los 15 años fue la ganadora del concurso Miss Teen Los Ángeles y desde entonces, comenzó a posar para marcas como Hot Topic, Sprit Campanas, Forever 21 o Skechers.
Comenzó a actuar en 2009 con el cortometraje Weigh Money. En 2013, participó en la película Life of a King y, tuvo papeles en varias series de televisión como General Hospital, The Fosters o Lab Rats: Elite Force.
En noviembre de 2015, se confirmó que formaría parte del elenco principal de la serie de Freeform Famous in Love interpretando a Tangey Turner. La serie se renovó para una segunda temporada el 3 de agosto de 2017.

## Filmografía
| Películas  | Películas                    | Películas     | Películas              |
| Año        | Título                       | Personaje     | Notas                  |
| ---------- | ---------------------------- | ------------- | ---------------------- |
| 2009       | Weigh Money                  | Lena          | Cortometraje           |
| 2013       | Life of a King               | Michelle      |                        |
| 2015       | Cheerleader Death Squad      | Ursula        | Película de televisión |
| Televisión |                              |               |                        |
| Año        | Título                       | Rol           | Notas                  |
| 2013       | General Hospital             | Taylor DuBois | 4 episodios            |
| 2015       | Mortal Kombat X: Generations | Jacqui Briggs | 1 episodio             |
| 2015       | Filthy Preppy Teen$          | Kadelyn       | 2 episodios            |
| 2016       | The Fosters                  | Sally Benton  | 6 episodios            |
| 2016       | Lab Rats: Elite Force        | Crosbow       | 1 episodio             |
| 2017–18    | Famous in Love               | Tangey Turner | Elenco principal       |